# Láska až za hrob
Láska až za hrob (v originále L'Amour à mort) je francouzský hraný film z roku 1984, který režíroval Alain Resnais. Snímek měl světovou premiéru na filmovém festivalu v Benátkách dne 1. září 1984.

## Děj
Při archeologických vykopávkách v jižní Francii se badatel Simon Roche setkává s Elisabeth Sutterovou. Zamilují se a stráví spolu dva šťastné měsíce. Jejich štěstí je však krátkodobé. Simon dostane náhlý záchvat a následně je lékařem prohlášen za mrtvého. Když už se Elisabeth poddává bolesti a smutku, Simon zázračně ožije.
Není však stejný jako předtím. Jeho zkušenost blízké smrti změnila jeho postoj k životu a lásce. Touží po tajemném pocitu štěstí, který cítil při zdánlivé smrti. Elisabeth se nyní bojí, že o něj znovu přijde, a proto ho chce nechat vyšetřit lékařem, tentokrát specialistou. To však Simon odmítá.
Přestože je Elisabeth ateistka, nakonec se obrátí na své přátele, pastory Judith a Jérôme Martignacových, a požádá je o podporu. Zpočátku nemohou pochopit Elisabethin strach, ale snaží se jí poskytnout emocionální podporu s různými názory na smrt. Judith také prozradí Elisabeth, že ona a Simon byli jako teenageři milenci a z mladické horlivosti se rozhodli zemřít společně. Když si však podřezali zápěstí, zpanikařili a změnili názor. Po tomto incidentu si šel každý svou cestou.
Simon dostává druhý záchvat a umírá definitivně. Elisabeth ho chce následovat, což Judith a Jérôma uvrhne do hluboké duchovní krize.

## Obsazení
| Sabine Azéma       | Élisabeth Sutter |
| Fanny Ardant       | Judith Martignac |
| Pierre Arditi      | Simon Roche      |
| André Dussollier   | Jérôme Martignac |
| Jean Dasté         | doktor Rozier    |
| Geneviève Mnich    | Anne Jourdet     |
| Jean-Claude Weibel | specialista      |
| Louis Castel       | Michel Garenne   |
| Françoise Rigal    | Juliette Dotax   |
| Françoise Morhange | paní Vigne       |

## Ocenění
- Filmový festival v Benátkách: výběr do oficiální soutěže
- César: nominace v kategoriích nejlepší film, nejlepší režie (Alain Resnais), nejlepší kamera (Sacha Vierny), nejlepší filmová hudba (Hans Werner Henze) a nejlepší zvuk (Pierre Gamet a Jacques Maumont)